# Pučko slavlje
Pučko slavlje, Pučka veselica, fešta ili pučka fešta je tradicionalna i regionalno tipična fešta, koja često imaju dugu tradiciju. 
Često se odnosi na crkvene proslave početkom proljeća ili u jesen, a održavaju se u malim selima kao i u gradovima na razne načine. 
Neka su se razvijala tijekom stoljeća od sajma. U tradiciji mnogo popularnih fešti se na rubnom djelu nalazi se i sajam.
U većini gradova pučka slavlja se održavaju se livadi pod šatorima. Postoje i fešte koje se održavaju u centru grada.